# Aricapampa
Aricapampa es una localidad peruana capital del Distrito de Cochorco de la Provincia de Sánchez Carrión en el Departamento de La Libertad. Se ubica aproximadamente a unos 268 kilómetros al este de la ciudad de Trujillo. Tiene aproximadamente 5,000 Habitantes y se encuentra ubicada en la región oriental de los andes.